# 毛利就盈
毛利 就盈（もうり なりみつ、元文4年1月22日（1739年3月1日） - 安永5年2月13日（1776年4月1日））は、長州藩一門家老である厚狭毛利家の7代当主。
父は徳山藩主毛利広豊。母は広豊の側室・修要院。養父は毛利元連。正室は毛利元連の娘・千代菊。子は遊栄子（毛利就宣室）ら。養子に毛利就宣。通称は駿河、遠江守。

## 生涯
元文4年（1739年）、徳山藩主毛利広豊の六男として生まれる。叔母の嫁ぎ先、厚狭毛利家毛利元連の婿養子となり、藩主毛利重就の偏諱を受け就盈と名乗る。宝暦11年（1761年）、養父の元連が藩主後継問題で咎めを受け隠居したため、家督を相続する。同年、幕府巡見使が萩を訪れた際に防火責任者となる。宝暦14年（1764年）、朝鮮通信使来朝の際、接待役を務める。明和7年（1770年）、萩留守居役を仰せつかる。明和9年（1772年）に当職（国家老・執政）、同年に江戸当役。
安永5年（1776年）2月13日死去。享年38。家督は養子の就宣が相続した。